# Masdevallia zahlbruckneri
Masdevallia zahlbruckneri är en orkidéart som beskrevs av Friedrich Fritz Wilhelm Ludwig Kraenzlin. Masdevallia zahlbruckneri ingår i släktet Masdevallia och familjen orkidéer. Inga underarter finns listade i Catalogue of Life.

## Bildgalleri

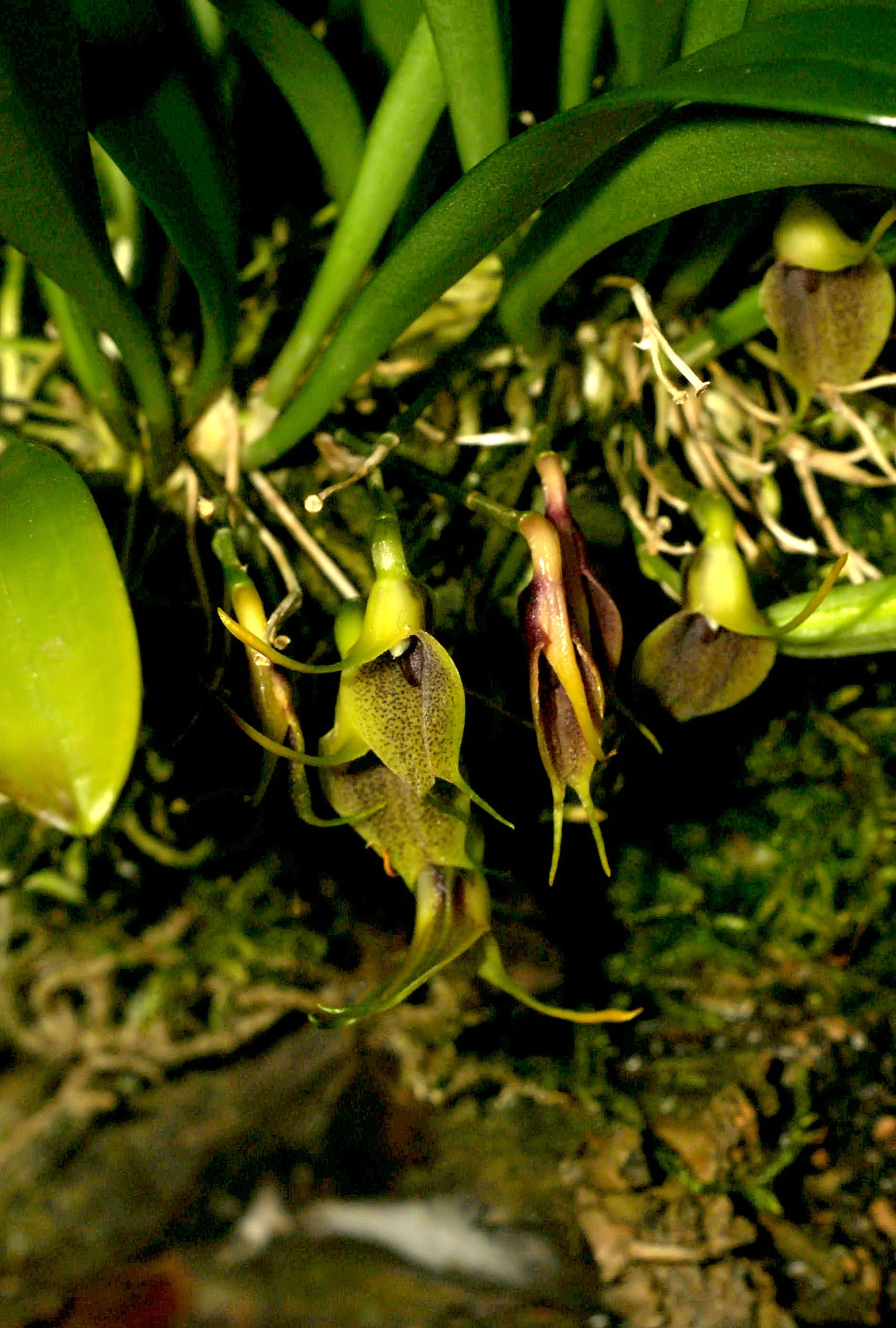
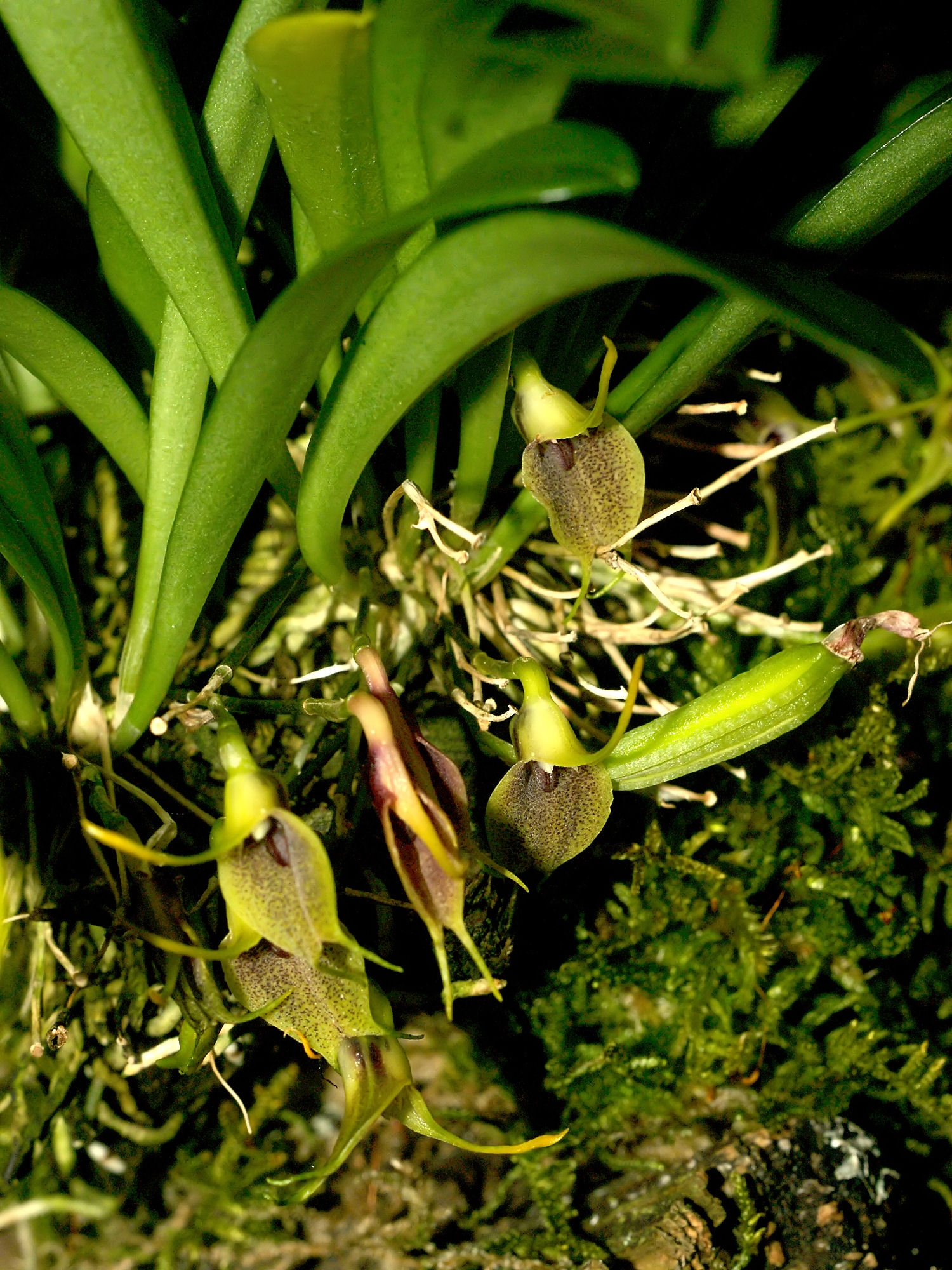